# Memórias de um Gigolô
Memórias de um gigolô é um filme brasileiro de 1970, dirigido por Alberto Pieralisi, produzido pela Magnus Filmes  com roteiro baseado em livro de Marcos Rey. O filme teve um público de 1.277.932 espectadores, sendo o quarto filme mais assistido de 1970.

## Sinopse
Quando morre sua tia, um menino vai morar na casa de uma cafetina. Já adulto, ele se apaixona por uma prostituta mas, para ficar com ela, ele precisa separá-la de seu amante atual.

## Elenco
- Cláudio Cavalcanti .... Mariano
- Rossana Ghessa .... Guadalupe
- Jece Valadão .... Esmeraldo
- Fábio Sabag .... Alceu
- Afonso Stuart .... Gumercindo
- Milton Carneiro .... Fernando Franco
- Neuza Amaral .... Madame Iara
- Watusi .... Aurélia
- Estelita Bell .... Marina
- Elza Gomes
- Daniel Barcellos
- Almir Look
- Mara Carvalho Ferro
- Roberto Argolo
- Leda Valle
- Angelito Mello
- Fernando José
- Antônio Patiño
- Antônio de Cabo

## Recepção
Danilo Fantinel em sua crítica para o Papo de Cinema escreveu: "No relicário nacional, a pornochanchada assume espaço de destaque, extrapolando o próprio cinema feito no Brasil. Seja pelo exotismo de seus filmes dentro da cinematografia dos trópicos, seja pela crueza formal, estética e discursiva com que trata certos temas do cotidiano, os títulos cômicos e populares movidos por leve crônica social e exploração pesada do erotismo se mantiveram para o público médio, por muitos anos (pós-ditadura e até a retomada), tanto como sinônimo de cinema brasileiro quanto fundamento cultural. Não por coincidência, Memórias de Um Gigolô propõe de forma premonitória representações da malandragem e do jeitinho brasileiro que, se um dia foram celebrados, hoje configuram uma das raízes da tragédia tupiniquim. (...) o longa de Pieralisi sofre com sequencias frouxas e amadorismo na captação de imagens, demonstrando deficiência técnica e estética na direção de fotografia, problema que dificilmente seria resolvido pela montagem. Com atuações fracas e direção executiva que peca pela omissão, o clássico da pornochanchada diz muito sobre o Brasil mesmo não sendo da melhor forma audiovisual possível."